# Rogério Lourenço
Pour les articles homonymes, voir Lourenço.
Rogério Moraes Lourenço, né le 20 mars 1971 à Rio de Janeiro, est un footballeur et entraîneur brésilien, évoluant au poste de défenseur central.

## Carrière

### Joueur
Lourenço est formé à Flamengo et commence à jouer dans l'équipe professionnelle en 1987. Il remporte le Championnat de Rio et quitte Flamengo en 1994 pour Cruzeiro.
Avec Cruzeiro, il domine le championnat du Minas Gerais. Lourenço est prêté en 1996 au Vasco de Gama. À partir de 1997, le défenseur brésilien va jouer pour cinq équipes en sept saisons. Il prend sa retraite en 2003.

### Entraîneur
En 2007, Lourenço devient entraîneur de l'équipe réserve de Flamengo. Il occupe cette place pendant deux ans avant d'être nommé sélectionneur de l'équipe du Brésil des moins de 20 ans. Il revient dans son équipe formatrice, devenant entraîneur adjoint avant de se voir confier l'équipe première au début de la saison 2010. Lourenço se fait remplacer par Silas en cours de saison.
Après cela, il signe avec l'Esporte Clube Bahia. En 2011, il décide de quitter le Brésil, et prend en main la sélection saoudienne des moins de 20 ans. Lourenço est nommé sélectionneur de l'équipe d'Arabie saoudite par intérim après le départ de José Peseiro. Il occupe durant plus de trois mois ce poste avant de céder sa place à Frank Rijkaard. L'entraîneur brésilien occupe toutefois le poste de préparateur physique de cette sélection.

## Palmarès
- Vainqueur de la Coupe du Brésil en 1990 avec Flamengo
- Vainqueur de la Supercoupe du Brésil en 1991 avec Flamengo
- Vainqueur du Trophée des champions en 1992 avec Flamengo
- Champion de Rio de Janeiro en 1991 avec Flamengo
- Vainqueur de la Copa Master de Supercopa en 1994 avec Cruzeiro
- Vainqueur de la Copa de Oro en 1995 avec Cruzeiro
- Champion du Minas Gerais en 1994 et 1997 avec Cruzeiro